# Wiosenne Słońce
Operacja Wiosenne Słońce (niem. Frühlingssonne) – operacja militarna przeciwko Polsce, opracowana w 1919 roku przez Niemcy i Rosję bolszewicką, której celem miało być zlikwidowanie odrodzonego państwa polskiego.

## Historia
Operacja Wiosenne Słońce była poprzedzona przygotowaną przez Paula von Hindenburga wcześniejszą akcją militarną (Wojna Pozycyjna) wymierzoną przeciwko II Rzeczypospolitej, mającą na celu odebranie Wielkopolski, która w wyniku powstania wielkopolskiego została do Polski przyłączona. Realizacja Wojny Pozycyjnej została uzupełniona poprzez nawiązanie współpracy Niemców i bolszewików. W ramach współdziałania obu państw, Niemcy wysłali do Rosji około 5 tysięcy oficerów i podoficerów, którzy mieli pomagać Sowietom, w zamian Sowieci zobowiązali się do wzmożenia ataków na froncie polskim. 
Operacja przewidywała, że na Polskę Niemcy uderzą w kilku oskrzydlających punktach: na Suwałki i Grodno, oraz od strony Torunia i Górnego Śląska w kierunku Warszawy. Rozpoczęcie operacji przez Niemców miało nastąpić w zależności od sytuacji na froncie polsko-bolszewickim.
Do operacji nie doszło na skutek ultimatum alianckiego w czerwcu 1919 roku, a 28 czerwca tego roku Niemcy podpisały pokój m.in. z Polską.